# Calophyllum canum
Calophyllum canum är en tvåhjärtbladig växtart som beskrevs av Joseph Dalton Hooker. Calophyllum canum ingår i släktet Calophyllum och familjen Calophyllaceae. Inga underarter finns listade i Catalogue of Life.